# Francisco del Rosal Rico

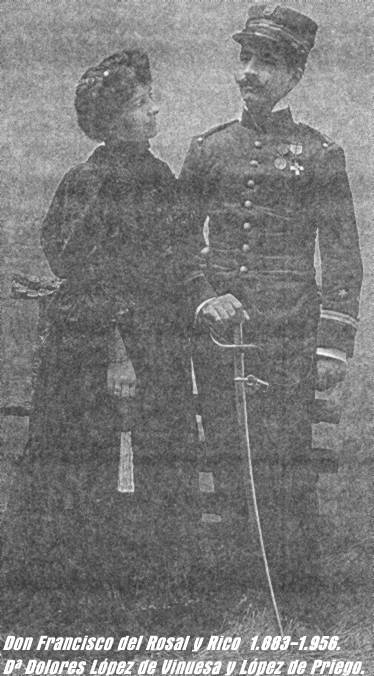
Francisco del Rosal Rico i la seva esposa Dolores López de Vinuesa y López de Priego

Francisco del Rosal Rico (Montefrío, Granada, 1883 - Nicaragua, 1945) fou un militar espanyol.

## Biografia
Era fill del general d'Infanteria Antonio del Rosal Vázquez de Mondragón i de Dolores Rico y Fuensalida. Va prendre part en les guerres del Marroc en les "Mehalas" i, en 1936, va lluitar en el bàndol republicà. Va conspirar contra Miguel Primo de Rivera i contra la influència de la dretana Unió Militar Espanyola. Fou va postergar en el comandament en llocs de combat i a la fi de 1938 va ser nomenat governador militar de Tarragona. Va ascendir a general i va estar al comandament d'una columna miliciana de la CNT a la zona centre, anomenada "Columna del Rosal" que va donar origen al IV Cos. Malgrat ser un dels millors militars va sofrir un gran daltabaix en l'Exèrcit del Centre que li va conduir a l'ostracisme.
Va ser germà i enemic del general Antonio del Rosal Rico que va servir a l'Exèrcit Nacional i posseïa el títol del Marquesat de Salas.
Va casar-se a l'Església Major de Loja (Granada) amb Dolores López de Vinuesa y López de Priego el dia 24 de juny de 1906 com demostra el (Llibre 20º, fol. 125 del R.C.) i, com a dada anecdòtics, la núvia aprofitant el pas per Loja del Rei Alfons XIII, va demanar permís al rei perquè el nuvi, sent tinent, es pogués casar, cosa que se li va concedir. D'aquest matrimoni van néixer: Dolores, Encarnación, Concepción, Antonio i les bessones Mª Africa i Margarida del Rosal López de Vinuesa. En 1925 és destinat al servei del protectorat d'Àfrica com a comandant d'infanteria a la zona de Larraix
Després de la Guerra Civil espanyola es va exiliar a França, en sobrevenir la Segona Guerra Mundial es va embarcar deixant a la seva família a Espanya on va morir el seu fill Antonio del Rosal, Tinent de Complement en 1936 afusellat pels republicans a València el 29 d'octubre de 1937. La seva filla Concepción del Rosal va estar al costat del seu marit Antonio Amaya sofrint tortures en una txeca de Madrid, sent després afusellat pels republicans.
El 7 de novembre de 1937 es va casar amb Consuelo García Sánchez, segons consta en el foli 169, número 345 del tom 47 de Matrimonis, secció segona del R.C. de Castelló. D'aquest matrimoni van néixer Francisco, Antonio i Consuelo del Rosal García.
Francisco del Rosal va marxar a Puerto Rico, posteriorment va ser a Mèxic i finalment es va establir a Nicaragua. Va morir el 1945 exiliat a la República de Nicaragua.